# Kij ogniowy

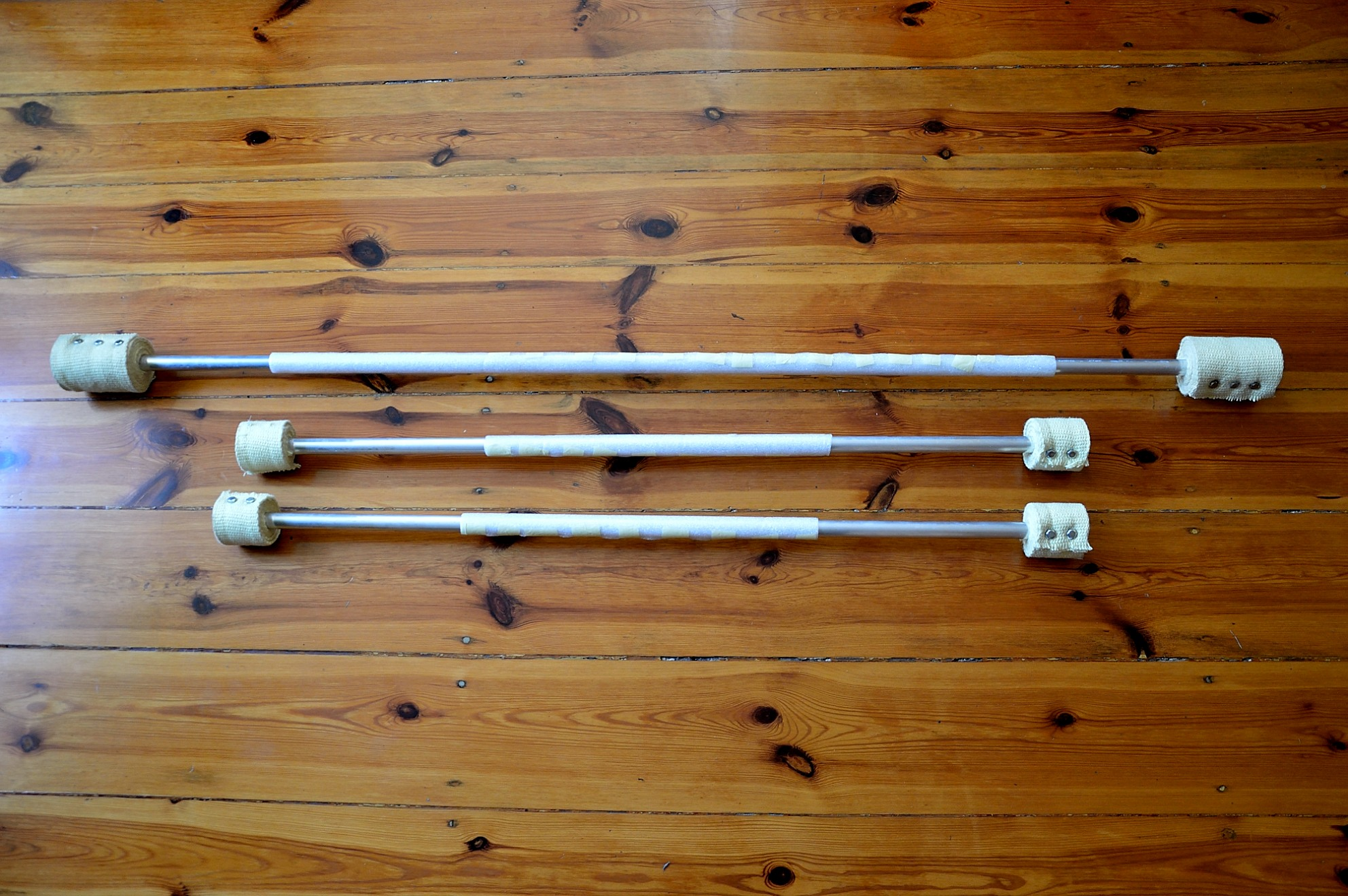
Kij długi i dwa kije krótkie używane do pokazów tańca z ogniem.

Kij Ogniowy (kij, firestaff, staff) – rekwizyt używany w tańcu z ogniem przez kuglarzy. Istnieje kilka jego typów i odmian w zależności od efektu i zastosowania:
- kij do obrotów
- kij do kontaktów
- kij całopalny
- kij smoczy
- dwa kije

## Budowa i wymiary
Kije ogniowe osiągają długości od 50 cm do 200 cm. Wymiary te są uzależnione od typu sprzętu i wzrostu kuglarza. Przeciętny kij liczy sobie 150 cm. Dwa kije są krótsze niż pozostałe typy (50-100 cm). Kij do kontaktów w teorii powinien być nieco dłuższy od kija do obrotów, co wynika z korzystnych przeliczników oporu powietrza podczas jego używania.
Wypełnienie kija to dwa kilkunastocentymetrowe kawałki drewna (najczęściej sosna) na każdym z końców. Mają one na celu zbalansowanie sprzętu. Są mocowane przy pomocy długich nitów stalowych.

## Głowice
Głowica jest montowana przy pomocy wkrętu/kilku wkrętów w zależności od typu montowanej głowicy:
- głowica katedralkowa
- głowica tubalna
- głowica pleciona

Obecnie w Polsce dominują głowice tubalne. Głowice katedralkowe wychodzą z użycia w przypadku kijów, ze względu na to, że są mocowane jedynie jednym wkrętem (w przypadku tub są to nawet 3 wkręty). Głowice plecione są spotykane rzadko ze względu na cenę i kunszt potrzebny do wykonania.

## Rękojeść
Długość rękojeści kija zależy od jego przeznaczenia. Kije kontaktowe są wyposażone w dłuższą rękojeść niż kije do obrotów. Cała długość rękojeści jest pokryta owijką tenisową. Niektórzy kuglarze wykazują tendencje do używania gąbczastych owijek kauczukowych. Amatorskie wykonania uwzględniają z kolei dętki rowerowe.